# Frână

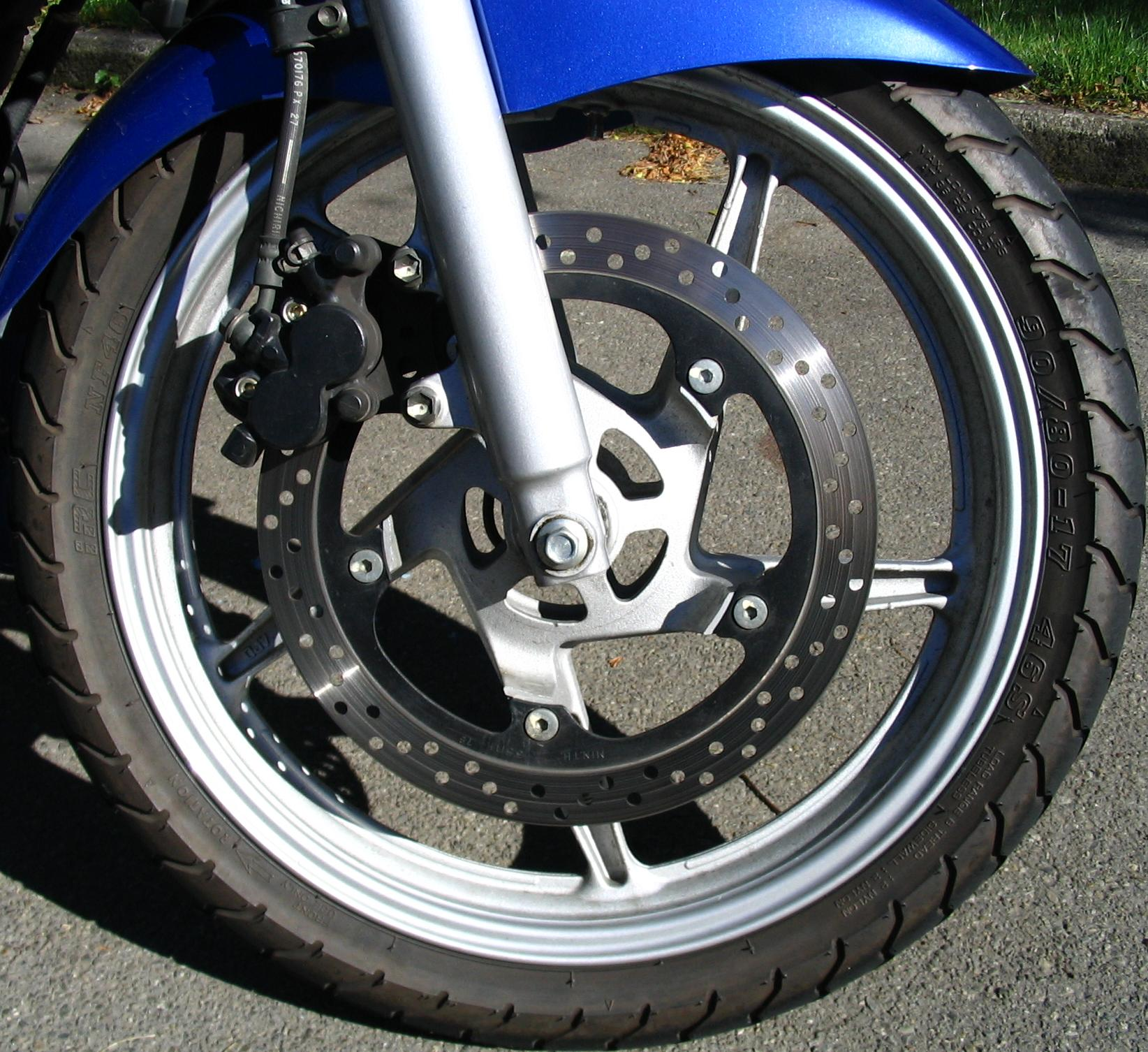
Frână la o motocicletă

Frâna este un dispozitiv mecanic utilizat pentru încetinirea vitezei sau pentru oprirea mișcării unui vehicul.  Unele frâne funcționează prin intermediul unui lichid denumit lichid de frână.
Principiul frânei cu racletă este cunoscut încă din cele mai vechi timpuri. O pârghie este atașată sau fixată pe un vehicul în așa fel încât piesa (de preferință) mai scurtă să fie orientată spre sol, iar cea mai lungă spre operator. Prin tragerea manetei de frână, capătul inferior scurt este presat în sol prin efectul de pârghie și astfel frânează vehiculul. Această tehnică a fost obișnuită pentru o lungă perioadă și este utilizată și în prezent, de exemplu pentru sănii, echipamente sportive sau vehicule pentru copii. 